# Deltares
Deltares – pozarządowy instytut badawczy funkcjonujący w Holandii zajmujący się głównie naukami stosowanymi z zakresu wód powierzchniowych i podziemnych. Instytut posługuje się anglojęzycznym mottem Enabling Delta Life. Jego utworzenie, początkowo jako Delta-instituut, zatwierdził holenderski rząd w 2006 roku. Instytut otwarto 1 stycznia 2008 roku.
Główne siedziby instytutu znajdują się w Delfcie i Utrechcie, przy czym adres tej pierwszej jest podstawowym adresem korespondencyjnym. Instytut ma ponadto oddziały w kilku państwach w Azji oraz w Brazylii.
Zakresy tematyczne departamentów instytutu
- wody podziemne
- geoinżynieria
- hydrotechnika
- systemy morskie i przybrzeżne
- systemy wód śródlądowych
- informatyka

Obszary tematyczne leżące w zakresie badań instytutu
- zagrożenie powodziowe
- jakość środowiska i ekosystemów
- zasoby wodne
- wdrażanie technik
- planowanie
- infrastruktura[4]

Instytut prowadzi działalność badawczą oraz wykonuje zlecone ekspertyzy. Część produktów instytutu jest udostępniana jako otwarte oprogramowanie. Do instytutu należą baseny badawcze i laboratoria. Są w nich prowadzone symulacje procesów zachodzących w wodach, a także na lądzie. Do dyspozycji instytut ma m.in. generator fal służący do badania oddziaływania fal morskich na różne struktury. 